# Adenophorus
Adenophorus, rod pravih paprati (papratnice) iz porodice Polypodiaceae, dio potporodice Grammitidoideae, red Polypodiales. Postoji 11 priznatih vrsta, sve su havajski endemi.
Tipična vrsta je Adenophorus tripinnatifidus Gaudich.

## Vrste
1. Adenophorus abietinus (D.C.Eaton) K.A.Wilson
2. Adenophorus epigaeus (L.E.Bishop) W.H.Wagner
3. Adenophorus haalilioanus (Brack.) K.A.Wilson
4. Adenophorus hymenophylloides (Kaulf.) Hook. & Grev.
5. Adenophorus montanus (Hillebr.) W.H.Wagner
6. Adenophorus oahuensis (Copel.) L.E.Bishop
7. Adenophorus periens L.E.Bishop
8. Adenophorus pinnatifidus Gaudich.
9. Adenophorus tamariscinus (Kaulf.) Hook. & Grev.
10. Adenophorus tenellus (Kaulf.) Ranker
11. Adenophorus tripinnatifidus Gaudich.
12. Adenophorus ×abbottiae W.H.Wagner
13. Adenophorus ×carsonii Ranker

## Sinonimi
- Adenophorus subgen.Oligadenus L.E.Bishop; Brittonia 26: 231 (1974)
- Amphoradenium Desv.; Prodr. 335 (1827)
- Polypodium sect. Adenophorus (Gaudich.) T. Moore